# Thiomargarita magnifica
Thiomargarita magnifica là một loài vi khuẩn oxy hóa lưu huỳnh nằm trong lớp Gammaproteobacteria, được tìm thấy bên trên bề mặt của các lá cây rụng dưới nước trong rừng ngập mặn Rhizophora mangle ở quần đảo Guadeloupe thuộc vùng Tiểu Antilles. Loài vi khuẩn hình sợi này là loài vi khuẩn lớn nhất mà con người từng biết đến, với chiều dài trung bình từ 10 mm đến 20 mm. Loài vi khuẩn này được mô tả trong một bản thảo chưa được bình duyệt được xuất bản vào tháng 2 năm 2022 và được Olivier Gros đến từ Đại học Antilles, Pointe-à-Pitre phát hiện vào đầu những năm 2010. Thời gian đầu, nó không thu hút nhiều sự chú ý (Gros vào thời điểm đó tin rằng đây là một loại nấm). Gros và các cộng sự đã mất 5 năm để xác định rằng đây là một loại vi khuẩn, và mất vài năm nữa cho đến khi Jean-Marie Volland, một nghiên cứu sinh làm việc dưới sự giám sát của Gros, tìm ra các đặc trưng bất thường của loài sinh vật này.
Trong danh pháp hai phần của loài vi khuẩn này, Thiomargarita có nghĩa là "ngọc trai lưu huỳnh". Tên gọi này xuất phát từ việc các tế bào của chúng chứa các hạt lưu huỳnh  cực nhỏ có khả năng tán xạ ánh sáng, khiến cho các tế bào có độ sáng bóng hệt như ngọc trai. Trong khi đó, tên gọi magnifica do chính nhà nghiên cứu Silvina González Rizzo đặt. Bà cũng là người đã xác định T. magnifica là một loài vi khuẩn.

## DNA bao bọc bên trong cấu trúc hình túi
Việc phát hiện ra T. magnifica đóng vai trò rất quan trọng, vì nó làm mờ ranh giới giữa sinh vật nhân sơ, sinh vật đơn bào nguyên thủy không có nhân tế bào (sinh vật có vật chất di truyền trôi nổi tự do) và sinh vật nhân thực có DNA bao quanh bởi màng nhân. Tuy T. magnifica là một vi khuẩn thuộc sinh vật nhân sơ, nhưng tế bào của chúng lại bao gồm các túi nhỏ chứa màng bao bọc DNA.

## Cấu trúc
Sự trao đổi chất ở vi khuẩn thường chỉ xảy ra khi các phân tử chất dinh dưỡng và chất thải của chúng khuếch tán thông qua tế bào. Điều này đặt ra giới hạn về kích thước tối đa của những sinh vật này. Vi khuẩn T. namibiensis được phát hiện vào năm 1999 đã vượt qua giới hạn này thông qua một cấu trúc hình túi lớn chứa đầy nước và nitrat. Cấu trúc hình túi này đẩy các chất bên trong tế bào vào thành tế bào, tạo điều kiện cho quá trình khuếch tán chất dinh dưỡng có thể diễn ra, đồng thời khiến cho các chu trình sống chỉ xảy ra "dọc theo phần rìa" của tế bào. Tế bào của T. magnifica cũng bao gồm một không bào tương tự, chiếm 65–80% thể tích tế bào, có nhiệm vụ đẩy tế bào chất ra vùng ngoại biên tế bào (độ dày của tế bào chất dao động từ 1,8 đến 4,8 micromét).
T. magnifica có một túi nhỏ bên trong tế bào, nơi bao bọc vật chất di truyền (DNA) của chúng. Các nhà khoa học đã đặt tên cho những chiếc túi này là "pepin". Cấu trúc này khác biệt hoàn toàn với cấu trúc DNA trôi nổi tự do bên trong tế bào vốn tồn tại ở hầu hết các loài vi khuẩn khác.
Bên ngoài tế bào của loài T. magnifica không có sự xuất hiện của vi khuẩn epibiotic, một loại vi khuẩn chuyên ký sinh trên trong cơ thể của loài sinh vật khác. "Sự vắng mặt đáng ngạc nhiên" của vi khuẩn epibiotic, theo lý giải của các nhà khoa học, là do loài T. magnifica có thể tự tổng hợp ra các hợp chất hóa học có hoạt tính sinh học hoặc thậm chí là có khả năng kháng sinh.